# 国务院小礼堂
国务院小礼堂，位于北京市西城区中南海北区，隶属于中华人民共和国国务院办公厅。

## 简介
国务院小礼堂位于中南海紫光阁西侧，最早是由职工食堂改建而成。1950年代中期，因为国务院小礼堂仅可容四、五百人开会，和紫光阁无法配套使用，国务院有关部门准备建新礼堂。建筑队刚刚拆掉国务院小礼堂屋顶的一角，国务院总理周恩来看见，便问卫士长成元功为何要拆礼堂。成元功告诉周恩来：“要修建新礼堂。”周恩来说“原来的还可以用，为什么要修建新的？不能修”，并当即通知国务院有关部门。随后国务院小礼堂被拆的一角被修复，原先很低的舞台被稍增高些，其他部分维持原状。后来，有关部门曾经数次提出翻建国务院小礼堂，周恩来都不同意，并表示：“国务院机关要带头贯彻中央厉行节约的指示。”
1963年12月至1964年2月29日，周恩来离开北京，访问亚洲及非洲14个国家。国务院有关单位趁周恩来不在，决定拆除国务院小礼堂、兴建新礼堂，拆下的门窗等建筑构件都移交国务院农场。周恩来回国后，进入中南海北门，见国务院小礼堂被拆平，便让成元功给有关单位打电话了解情况，得知是要建新礼堂后，当即让成元功转告有关单位：“不能建新礼堂，不能改变原来的结构，要恢复原样。”因为门窗、玻璃等建筑构件都没有了，所以要重做门窗，服务科全体工作人员都参加了自制磨砂玻璃的工作，连干五、六天。最终，建成了一座和旧礼堂差不多的礼堂。
1979年，国务院小礼堂翻盖建成了新礼堂，沿用至今。
据1984年至1990年间任国务院办公厅行政司司长的赵庆云撰文介绍，国务院机关举行国务会议用的第一会议室、小礼堂所用的地毯，均为使用多年的化纤地毯。小礼堂休息室的长沙发是1970年代产品。小礼堂开会时，为每位与会者准备3支铅笔，会后这些使用过的铅笔会被国务院办公厅行政司以及各处继续使用。
国务院小礼堂每周放映一、两场电影，这是自中华人民共和国建国初期便形成的做法。当时在周恩来安排下，进口电影先在中南海西楼大厅、国务院小礼堂为中央首长放映，随后逐步转为向机关内部人员放映，最后上市向群众公映。国务院小礼堂放映电影时，除为电影晚会服务的工作人员外，其他无论是国务院、各部委的领导、还是机关一般工作人员，都要到前厅购票处花钱购买入场券。购票入场的规定是周恩来生前定下的，一直执行至今。
2012年，在国务院办公厅部门预算财政拨款支出中，新增国务院小礼堂维修改造等支出，财政拨款预算相应增加。
中华人民共和国宪法宣誓制度建立后，2016年9月18日上午，国务院在国务院小礼堂第一次举行宪法宣誓仪式。

## 附：国务院会议室
国务院办公厅除了国务院小礼堂外，还设有多个会议室：
- 国务院第一会议室：位于中南海[4]。1949年10月21日，中华人民共和国中央人民政府政务院成立当天，在这间会议室，政务院总理周恩来主持召开了第一次政务会议。此后，该会议室成为历次政务会议的开会地点。1954年成立中华人民共和国国务院后，该会议室又成为历次国务院常务会议的开会地点[5]。
- 国务院第二会议室：位于中南海[6]。
- 国务院第三会议室：位于中南海[7]。
- 国务院第四会议室：位于中南海[8]。
- 国务院第五会议室：位于中南海[9]。
- 国务院第六会议室：位于中南海[10]。
- 国务院第八会议室[11]